# Abdul Rahim Wardak
Abdul Rahim Wardak (Vardak, 1945) è un politico afghano dal 23 dicembre 2004 Ministro della Difesa dell'Afghanistan.

## Biografia
Ha studiato prima in Egitto e poi nelle scuole militari americane. Tornato in patria, si è unito all'esercito afghano ed è divenuto ufficiale negli anni ottanta, quando nel suo Paese si combatteva contro gli invasori sovietici (24 dicembre 1979-2 febbraio 1989). Combattendo, fu ferito da uno Scud e fu curato dagli Americani. Durante il conflitto divenne un convinto anticomunista.
Prima della nomina aveva collaborato con Mohammed Fahim, all'epoca Ministro della Difesa, poi il Presidente Karzai lo ha scelto come suo successore.